# Neesia synandra
Neesia synandra är en malvaväxtart som beskrevs av Maxwell Tylden Masters. Neesia synandra ingår i släktet Neesia och familjen malvaväxter. Inga underarter finns listade i Catalogue of Life.